# Live at Leeds
Live at Leeds es el primer álbum en directo del grupo británico de rock The Who, publicado en 1970 por Decca. El disco fue grabado en febrero de 1970, durante el concierto que la banda ofreció en la Universidad de Leeds, en Leeds, Reino Unido.
Es considerado como uno de los mejores álbumes de la banda y uno de los mejores en directo de todos los tiempos, por su calidad y por la buena reputación de la que gozaba la banda como grupo en directo. Su portada era un homenaje a los discos piratas o bootlegs que se contrabandeaban entre sus fanáticos.
Se encuentra incluido en el libro 1001 Albums You Must Hear Before You Die. En 2020 el álbum fue ubicado en el puesto 327 de la lista de los 500 mejores álbumes de todos los tiempos, de la revista estadounidense Rolling Stone.

## Historia
Tras la publicación de Tommy a mediados de 1969, The Who se enmarcaría en una extensa gira de promoción, volviendo a Inglaterra a finales de año con el deseo de publicar un álbum en directo de la gira. Aun así, desaprobaron la perspectiva de escuchar cerca de ochenta horas de grabación para seleccionar las mejores interpretaciones, llegando incluso a rumorearse que Townshend quemó las cintas para prevenir la edición de los conciertos en bootlegs. Poco después, una posterior entrevista de Roger Daltrey despejaría los rumores.
Se seleccionaron dos conciertos, uno en la Universidad de Leeds y otro en Hull, con el fin de realizar una grabación óptima y publicar un álbum en directo. Los conciertos fueron programados para el 14 y el 15 de febrero de 1970, si bien problemas técnicos en el concierto de Hull, donde el bajo no llegaría a registrarse, obligaría a publicar el concierto de Leeds. 
Live at Leeds se convertiría por una suma de factores, entre los que destacaban el momento álgido en la carrera del grupo y el éxito internacional de Tommy, en una grabación salvaje. Supuso un éxito de crítica, con el New York Times aclamándolo como "el mejor álbum en directo de todos los tiempos". La reputación del álbum se alarga hasta la actualidad, con la revista Q alzándolo hasta la primera posición de los mejores álbumes en directo de la historia musical.
La portada original del álbum, obra de Graphreaks, refleja un diseño semejante al de los bootlegs de la época, editados en disco de vinilo, con una portada de cartón en la que se puede leer el nombre del grupo y el título del álbum sobreimpreso en azul o rojo.

## Legado
En 2003, en una edición especial, la revista Rolling Stone posicionó el disco en el puesto 170 de su lista de los 500 mejores álbumes de todos los tiempos. El álbum descendió estrepitosamente en la segunda reedición del listado, ocupando en el 2020 el puesto 327. La revista NME también incluyó a Live At Leeds en su lista de los 500 mejores álbumes, ubicandolo en el puesto 423.

## Lista de canciones

### LP Original 1970
| Lado A |                                                       |          |  |
| N.º    | Título                                                | Duración |  |
| 1.     | «Young Man Blues» (Mose Allison)                      | 4:45     |  |
| 2.     | «Substitute» (Pete Townshend)                         | 2:04     |  |
| 3.     | «Summertime Blues» (Jerry Capehart and Eddie Cochran) | 3:22     |  |
| 4.     | «Shakin' All Over» (Johnny Kidd)                      | 4:15     |  |

| Lado B |                                  |          |  |
| N.º    | Título                           | Duración |  |
| 1.     | «My Generation» (Pete Townshend) | 14:27    |  |
| 2.     | «Magic Bus» (Pete Townshend)     | 7:30     |  |

### Reedición en CD 1995
| N.º | Título                                          | Duración |  |
| 1.  | «Heaven and Hell» (John Entwistle)              | 5:08     |  |
| 2.  | «I Can't Explain» (Pete Townshend)              | 2:26     |  |
| 3.  | «Fortune Teller» (Naomi Neville)                | 2:35     |  |
| 4.  | «Tattoo» (Pete Townshend)                       | 3:01     |  |
| 5.  | «Young Man Blues»                               | 5:52     |  |
| 6.  | «Substitute (canción)\|Substitute]]»            | 3:04     |  |
| 7.  | «Happy Jack» (Pete Townshend)                   | 2:14     |  |
| 8.  | «I'm a Boy» (Pete Townshend)                    | 2:46     |  |
| 9.  | «A Quick One, While He's Away» (Pete Townshend) | 8:41     |  |
| 10. | «Amazing Journey/Sparks» (Pete Townshend)       | 7:40     |  |
| 11. | «Summertime Blues»                              | 3:22     |  |
| 12. | «Shakin' All Over»                              | 4:34     |  |
| 13. | «My Generation»                                 | 15:25    |  |
| 14. | «Magic Bus»                                     | 7:57     |  |

### Edición Deluxe 2001
| Disco Uno |                                |          |  |
| N.º       | Título                         | Duración |  |
| 1.        | «Heaven and Hell»              | 5:07     |  |
| 2.        | «I Can't Explain»              | 2:26     |  |
| 3.        | «Fortune Teller»               | 2:35     |  |
| 4.        | «Tattoo»                       | 3:01     |  |
| 5.        | «Young Man Blues»              | 5:14     |  |
| 6.        | «Substitute»                   | 3:04     |  |
| 7.        | «Happy Jack»                   | 2:14     |  |
| 8.        | «I'm a Boy»                    | 2:46     |  |
| 9.        | «A Quick One, While He's Away» | 8:41     |  |
| 10.       | «Summertime Blues»             | 3:22     |  |
| 11.       | «Shakin' All Over»             | 4:35     |  |
| 12.       | «My Generation»                | 15:25    |  |
| 13.       | «Magic Bus»                    | 7:56     |  |

Todas las canciones escritas y compuestas por Pete Townshend, excepto donde se anota. 
| Disco Dos: ópera-rock Tommy en vivo |                                                                       |          |  |
| N.º                                 | Título                                                                | Duración |  |
| 1.                                  | «Overture»                                                            | 6:53     |  |
| 2.                                  | «It's a Boy»                                                          | 0:31     |  |
| 3.                                  | «1921»                                                                | 2:26     |  |
| 4.                                  | «Amazing Journey»                                                     | 3:18     |  |
| 5.                                  | «Sparks»                                                              | 4:23     |  |
| 6.                                  | «Eyesight to the Blind a.k.a. "Born Blind"» (Sonny Boy Williamson II) | 1:58     |  |
| 7.                                  | «Christmas»                                                           | 3:19     |  |
| 8.                                  | «The Acid Queen»                                                      | 3:35     |  |
| 9.                                  | «Pinball Wizard»                                                      | 2:52     |  |
| 10.                                 | «Do You Think It's Alright?»                                          | 0:22     |  |
| 11.                                 | «Fiddle About» (John Entwistle)                                       | 1:13     |  |
| 12.                                 | «Tommy Can You Hear Me?»                                              | 0:55     |  |
| 13.                                 | «There's a Doctor»                                                    | 0:23     |  |
| 14.                                 | «Go to the Mirror!»                                                   | 3:24     |  |
| 15.                                 | «Smash The Mirror»                                                    | 1:19     |  |
| 16.                                 | «Miracle Cure»                                                        | 0:13     |  |
| 17.                                 | «Sally Simpson»                                                       | 4:01     |  |
| 18.                                 | «I'm Free»                                                            | 2:39     |  |
| 19.                                 | «Tommy's Holiday Camp» (Keith Moon)                                   | 1:00     |  |
| 20.                                 | «We're Not Gonna Take It»                                             | 8:48     |  |

### 40th anniversary collectors' edition
| CD Uno: Live at Leeds |                                |          |  |
| N.º                   | Título                         | Duración |  |
| 1.                    | «Heaven and Hell»              | 5:12     |  |
| 2.                    | «I Can't Explain»              | 2:38     |  |
| 3.                    | «Fortune Teller»               | 3:13     |  |
| 4.                    | «Tattoo»                       | 3:00     |  |
| 5.                    | «Young Man Blues»              | 5:56     |  |
| 6.                    | «Substitute»                   | 3:05     |  |
| 7.                    | «Happy Jack»                   | 2:13     |  |
| 8.                    | «I'm a Boy»                    | 2:45     |  |
| 9.                    | «A Quick One, While He's Away» | 13:44    |  |
| 10.                   | «Summertime Blues»             | 3:35     |  |
| 11.                   | «Shakin' All Over»             | 4:35     |  |
| 12.                   | «My Generation»                | 15:26    |  |
| 13.                   | «Magic Bus»                    | 8:21     |  |

| CD Dos – Live at Leeds: 'Tommy' |                                             |          |  |
| N.º                             | Título                                      | Duración |  |
| 1.                              | «Overture»                                  | 6:49     |  |
| 2.                              | «It's a Boy»                                | 0:35     |  |
| 3.                              | «1921»                                      | 2:26     |  |
| 4.                              | «Amazing Journey»                           | 3:18     |  |
| 5.                              | «Sparks»                                    | 4:22     |  |
| 6.                              | «Eyesight to the Blind a.k.a. "Born Blind"» | 1:58     |  |
| 7.                              | «Christmas»                                 | 3:18     |  |
| 8.                              | «The Acid Queen»                            | 3:32     |  |
| 9.                              | «Pinball Wizard»                            | 2:52     |  |
| 10.                             | «Do You Think It's Alright?»                | 0:22     |  |
| 11.                             | «Fiddle About»                              | 1:13     |  |
| 12.                             | «Tommy, Can You Hear Me?»                   | 0:55     |  |
| 13.                             | «There's a Doctor»                          | 0:23     |  |
| 14.                             | «Go to the Mirror!»                         | 3:24     |  |
| 15.                             | «Smash The Mirror»                          | 1:19     |  |
| 16.                             | «Miracle Cure»                              | 0:13     |  |
| 17.                             | «Sally Simpson»                             | 4:01     |  |
| 18.                             | «I'm Free»                                  | 2:39     |  |
| 19.                             | «Tommy's Holiday Camp»                      | 1:00     |  |
| 20.                             | «We're Not Gonna Take It»                   | 8:48     |  |

| CD Tres – Live at Hull |                                |          |  |
| N.º                    | Título                         | Duración |  |
| 1.                     | «Heaven and Hell»              | 4:04     |  |
| 2.                     | «I Can't Explain»              | 2:51     |  |
| 3.                     | «Fortune Teller»               | 2:35     |  |
| 4.                     | «Tattoo»                       | 3:02     |  |
| 5.                     | «Young Man Blues»              | 5:41     |  |
| 6.                     | «Substitute»                   | 2:07     |  |
| 7.                     | «Happy Jack»                   | 2:12     |  |
| 8.                     | «I'm a Boy»                    | 2:48     |  |
| 9.                     | «A Quick One, While He's Away» | 9:51     |  |
| 10.                    | «Summertime Blues»             | 3:43     |  |
| 11.                    | «Shakin' All Over»             | 5:09     |  |
| 12.                    | «My Generation»                | 15:58    |  |

| CD Cuatro – Live at Hull: 'Tommy' |                                             |          |  |
| N.º                               | Título                                      | Duración |  |
| 1.                                | «Overture»                                  | 5:30     |  |
| 2.                                | «It's a Boy»                                | 0:43     |  |
| 3.                                | «1921»                                      | 2:28     |  |
| 4.                                | «Amazing Journey»                           | 3:18     |  |
| 5.                                | «Sparks»                                    | 4:14     |  |
| 6.                                | «Eyesight to the Blind a.k.a. "Born Blind"» | 1:56     |  |
| 7.                                | «Christmas»                                 | 3:18     |  |
| 8.                                | «The Acid Queen»                            | 3:33     |  |
| 9.                                | «Pinball Wizard»                            | 2:47     |  |
| 10.                               | «Do You Think It's Alright?»                | 0:23     |  |
| 11.                               | «Fiddle About»                              | 1:14     |  |
| 12.                               | «Tommy, Can You Hear Me?»                   | 0:57     |  |
| 13.                               | «There's a Doctor»                          | 0:22     |  |
| 14.                               | «Go to the Mirror!»                         | 3:32     |  |
| 15.                               | «Smash The Mirror»                          | 1:22     |  |
| 16.                               | «Miracle Cure»                              | 0:13     |  |
| 17.                               | «Sally Simpson»                             | 4:08     |  |
| 18.                               | «I'm Free»                                  | 2:24     |  |
| 19.                               | «Tommy's Holiday Camp»                      | 1:00     |  |
| 20.                               | «We're Not Gonna Take It»                   | 8:19     |  |

## Personal
- Roger Daltrey: voz, armónica y pandereta
- Pete Townshend: guitarra y voz
- John Entwistle: bajo y voz
- Keith Moon: batería y percusión

## Listas de éxitos
| País           | Posición más alta | Semanas en lista | Ventas     |
| -------------- | ----------------- | ---------------- | ---------- |
| Estados Unidos | 2 4               | 5                | +2.000.000 |
| Noruega        | 13                | 5                |            |
| Reino Unido    | 3                 |                  |            |